# 远离罪恶
《远离罪恶》是白玉导演的一部悬疑电视剧，由高远，徐卫，智一桐，林京来，寇振海主演。该剧于2001年在湖南经济电视台播出。

## 基本信息
导演：白玉
总监制：魏文彬
出品人：欧阳常林、李刚、邵子珊
编剧：徐广顺
摄影：金峰、刘小刚
国家/地区： 中国
类型： 悬疑犯罪
对白语言： 汉语/普通话
集数：18

## 演员
高远(饰肖萧)
徐卫(饰徐大川)
寇振海(饰罗炎)
智一桐(饰曾水往)
林京来(饰曾一飞)

## 剧情简介
香港富商曾水往带着年轻的妻子肖萧和儿子曾一水回到阔别20多年的中国青岛。这次他们回来的目的是准备和肖萧的生母方敏以及继父罗炎合资共建一所医院，而肖萧死去父亲的一份医学资料正是合资建院的主要目的。然而，从回到方敏买的一栋小楼起，肖萧就感觉到有一张网正在她的身边慢慢的张开，有一只黑手正向她渐渐逼近。肖萧第一次来到小楼，却对这栋陌生的小楼非常有印象，她能说出小楼里面的结构，然后她一直做的那个可怕的梦更是频频出现了。梦里有一个男人躺在一张铁床上，一直对肖萧喊著：救救我啊！救救我啊！经过多方面的查证，她终于知道了那个梦里可怜的男人竟然是她的亲生父亲！肖萧妈妈医院里的医生 徐大川和他们家是好朋友。大川的爸爸同时也是小楼的看门人，叶老三。肖萧觉得她同母异父的弟弟罗小枫的行为很是古怪。肖萧因为心烦开始阅读徐大川的一本小说《野店，这本小说将肖萧带入一个可怕的梦幻之中，但她意外的发现，小说中的故事竟然与现实正在同步进行。这太不可思议了！一连串的惊恐之后，肖萧终于意识到，有人正按照小说中的故事在现实中开始作案！这究竟会是谁呢？ 她的生活起了翻天覆地的变化！不断有人死亡，恐吓电话，可怕的小说，一连串的失窃事件，谜底正在慢慢揭开……